# Поротник (филм)
Поротник (енгл. The Juror) амерички је неоноар трилер филм из 1996. којег је режирао Брајан Гибсон. Главне улоге играју: Деми Мур и Алек Болдвин.
Мафијашки насилник, Учитељ, наређује Ени Лард, поротници током суђења његовом мафијашком шефу Луију Бофану, да овога ослободи оптужби или ће убити њеног сина. Она слуша његову наредбу, али опасност и даље прети. Опсесивни Учитељ, на суђењу приморава Ени, да убеди остале поротнике да гласају да Бофано није крив.

## Радња
Лепа млада мајка, вајарка Ени (Мур) одлучује да седи у пороти у случају који укључује убиство дечака од стране члана мафијашке породице. Мафија шаље на пороту изузетног згодног психопату (Болдвин) са надимком „Учитељ“. Од свих поротника, он бира Ени ...

## Улоге
| Глумац             | Улога        |
| ------------------ | ------------ |
| Деми Мур           | Ани Лерд     |
| Алек Болдвин       | Учитељ       |
| Џозеф Гордон-Левит | Оливер Лерд  |
| Џејмс Гандолфини   | Еди          |
| Ен Хејч            | Џулијет      |
| Тони Ло Бјанко     | Луи Бофано   |
| Мајкл Рисполи      | Џозеф Бофано |
| Метју Коулс        | Родни        |
| Мет Крејвен        | Бун          |